# TVR S-Series

## 3000S (1978 - 1979)
La TVR 3000S est la 7e gamme de modèles construite par TVR, de 1978 à 1979. La 3000S sera produite en 245 exemplaires.

## 3000S Turbo (1978 - 1979)
La TVR 3000S Turbo est l'évolution de la 3000S. Elle fut construite par TVR parallélement au modèle atmosphérique, de 1978 à 1979. La 3000S Turbo sera produite en seulement 13 exemplaires.